# 泰克拉·尤涅维奇
泰克拉·尤涅维奇（波蘭語：Tekla Juniewicz，1906年6月10日—2022年8月19日）是一名波蘭超級人瑞，波蘭史上最长寿者。2022年去世前曾是僅次於露西爾·朗東的在世第二年長者，她從2017年7月20日開始成為波蘭的最年長者。

## 生平
她出生於奧匈帝國克魯普斯凯（現在烏克蘭，二戰期間波蘭第二共和國斯坦尼斯瓦乌夫省）。她出生那天在當地的烏克蘭希臘禮天主教會接受了洗禮。
2018年5月16日，尤涅维奇以111岁340天，經確認出生資料，被列入金氏世界紀錄承認老年學研究組織的超級人瑞名單中。
2022年2月23日，尤涅维奇以115岁258天，超越迪娜·曼弗雷迪尼的年齡（115岁257天），成為新任最長壽移民。
2022年4月19日，田中加子逝世後，她成為在世的第二年長者。
2022年6月10日，尤涅维奇迎來116歲生日。成為史上確切活到116歲的第26人，在中歐人中為第1位。
2022年8月19日，於清晨時分因中風並發症在波蘭格利維采逝世，享嵩壽116岁70天。她是最後一位經驗證出生於1906年的人。